# Pteroinae
La sottofamiglia Pteroinae comprende 20 specie di pesci ossei marini appartenenti alla famiglia Scorpaenidae.

## Distribuzione e habitat
Queste specie sono diffuse nell'Indo-Pacifico, prevalentemente associate all'ambiente del reef corallino.

## Descrizione
La livrea è tendenzialmente mimetica con fondo grigio-bruno e screziature rossastre, bianche e brune. 
Le dimensioni variano dai 9 cm di Ebosia falcata ai 38 cm di Pterois volitans .

## Veleno
Tutte le specie hanno spine sulle pinne e sugli opercoli branchiali e la maggior parte di esse è in grado di infliggere dolorose punture.

## Tassonomia
La sottofamiglia comprende 20 specie, suddivise in 5 generi:
- Brachypterois
- Dendrochirus Swainson, 1839
- Ebosia
- Parapterois Bleeker, 1876
- Pterois Oken, 1817

## Acquariofilia
Alcune specie, soprattutto del genere Pterois, sono allevate in acquari marini.